# フライング・ヒューマノイド
フライング・ヒューマノイド(Flying humanoid)は、UMA（未確認動物）、未確認飛行物体（UFO）の一種。人間に似た形をしており、皮膚の色は黒色またはこげ茶。空中を飛ぶ事が可能である。超常現象の一種とされている。

## 概要
世界中で目撃情報が報告されている。特にメキシコで目撃されることが多い。大きさは3m程と推測されているが、空中に浮かんでいるため、実際の大きさは不明である。
形がかなりまとまっておらず、それぞれによって形が違う。大抵、人間のように見えるが、グレイのような形のものも撮影されている。
目撃者によると黒いマントを羽織っており、まるで魔女のようだったとも言われている。正体は宇宙人だと考える者もいる。
何度か日本のバラエティ番組でも紹介された。

## 正体
諸説あるが、エンジン音などはないと言われ、先に述べたように形状が様々なところから、最近では風船（気球）説が有力となっている。
空を飛ぶためUFOと同一視されることもあるが、UFOとはまた違ったおかしな飛行をすることなどから、UFOとは別扱いされ、UMAに分類されることが多い。しかし、「空を飛ぶ未確認の物体」と言う点において、UFO（未確認飛行物体）の定義と一致する。
また、空中を飛行するマシン「ウィリアムズ X-ジェット」や、ウイングスーツという説もある。
スカイヘアーやジャイアントヒューマノイド、フライングゴリラといったUMAと関係があるという説もある。
ペガサスに似て風船のように浮かぶフライング・ホースというUMAも同類でマイラーバルーンが正体という説もある。

## 目撃情報
2004年1月16日の深夜、メキシコの警察官がパトロールカーでパトロール中に襲われたのが最初とされる。当人の証言によれば、「真っ黒な姿をしており、木の上から降りてきたかと思うと、パトカーに向かって飛んできた。すぐにUターンしてアクセルを踏み、本部に緊急援助要請を求めたが、それはもの凄い速さでこちらに飛んできて、車のボンネットの上に乗っかり、フロントガラスを何度も殴った。荒れ狂った様子で手を伸ばし、必死で掴みかかろうとしていた」という。警官は要請を聞きつけた仲間に救助され、精密検査を受けたが異常は無かったらしい。ただし、この未確認生物はマンバットとしてフライングヒューマノイドとは区別されることがある。
メキシコでは、その他にも複数の目撃事例があり、その映像が収められた写真や動画もいくつか存在する。

## 関連文献
- 並木伸一郎 (2014). 未知動物の事件ファイル. 学研教育出版. p. 64. ISBN 9784052040726
- 未確認生物ミステリー研究会 (2014). UMA未確認生物大図鑑. 西東社. p. 245. ISBN 9784791622153
- ASIOS (2015). 「新」怪奇現象41の真相. 彩図社. p. 140. ISBN 9784801301191
- 天野ミチヒロ (2016). 大迫力!世界のUMA未確認生物大百科. 西東社. p. 236. ISBN 9784791624874
- 山口敏太郎 (2020). 未確認生物UMA攻略図鑑. 新星出版社. p. 138. ISBN 9784405073098